# Zamek w Zasławiu
Zamek w Zasławiu – nieistniejący obecnie XVI-wieczny zamek położony około 1 km od dworca kolejowego w Zasławiu.

## Historia
Bastionowy zamek wzniósł wojewoda witebski Jan Hlebowicz herbu Leliwa. Zamek został zbudowany w systemie starowłoskim. Wały miały długość 100 na 200 metrów, a wjazd był poprowadzony przez dwukondygnacyjną murowaną bramę. W 1667 roku zamek przeszedł w ręce Sapiehów. W 1676 roku zachodnia część terenu zamkowego została sprzedana zakonowi dominikanów. W XIX wieku mury zostały rozebrane na cegły. Obecnie po zamku pozostał zarys wału z widocznym fragmentem muru. Po drugiej stronie drogi, w miejscu dawnego majdanu, znajduje się kościół obronny z 1577 (obecnie cerkiew). Obiekt opisany jest jako pomnik archeologii z XI-XVII wieku.

## Galeria

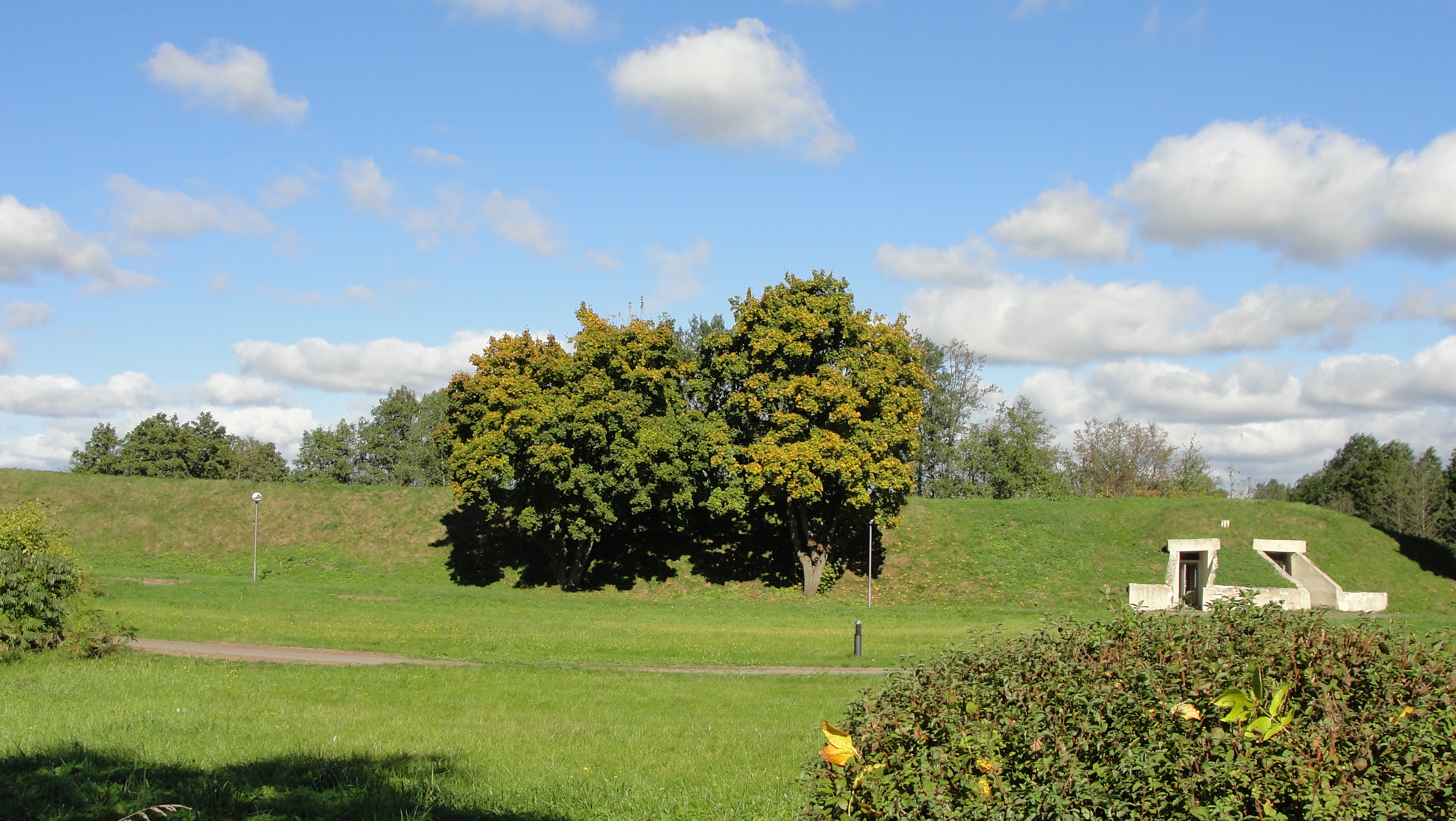
Zamczysko obecnie
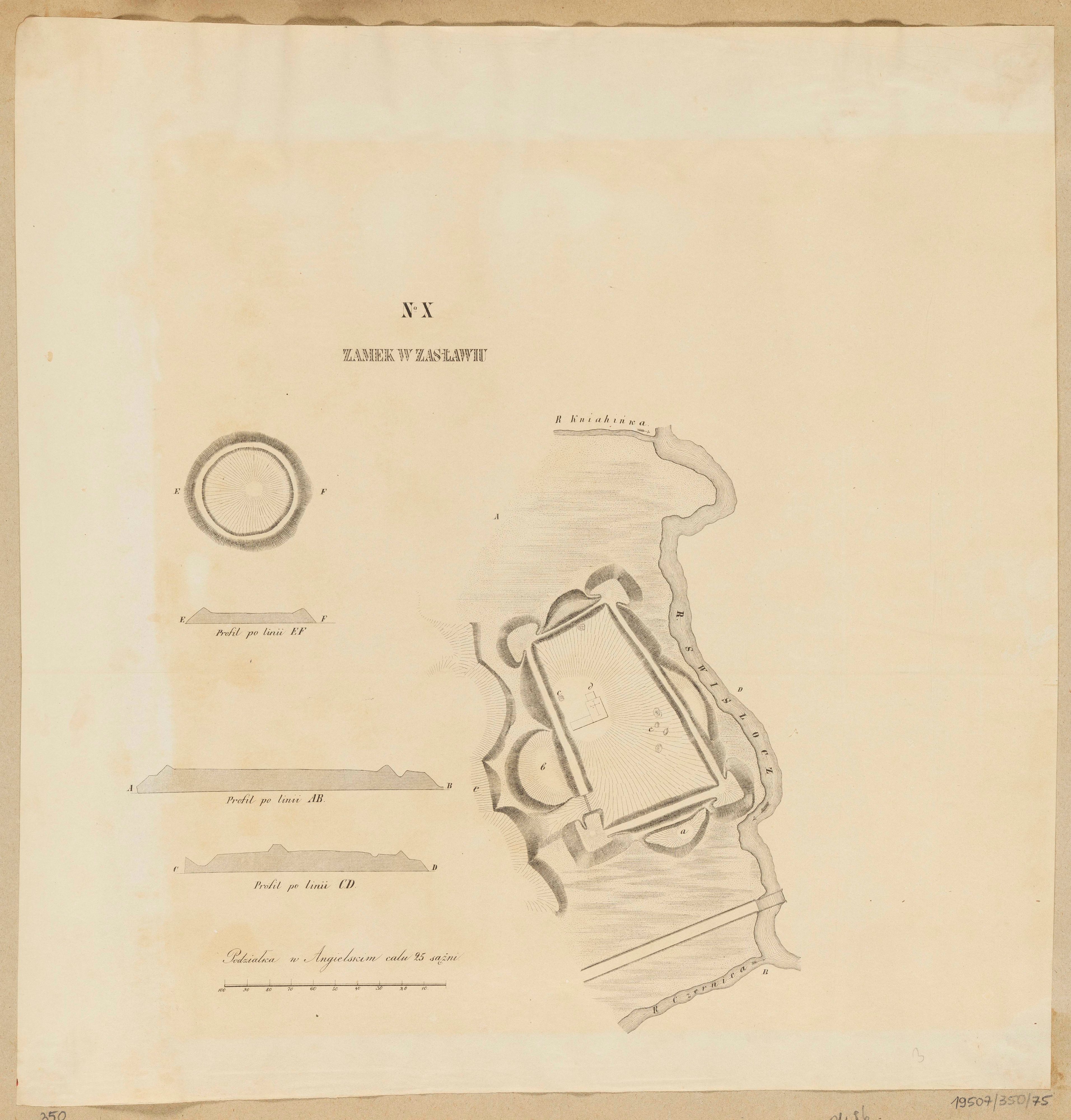
Plan zamku z XIX wieku według Konstantego Tyszkiewicza
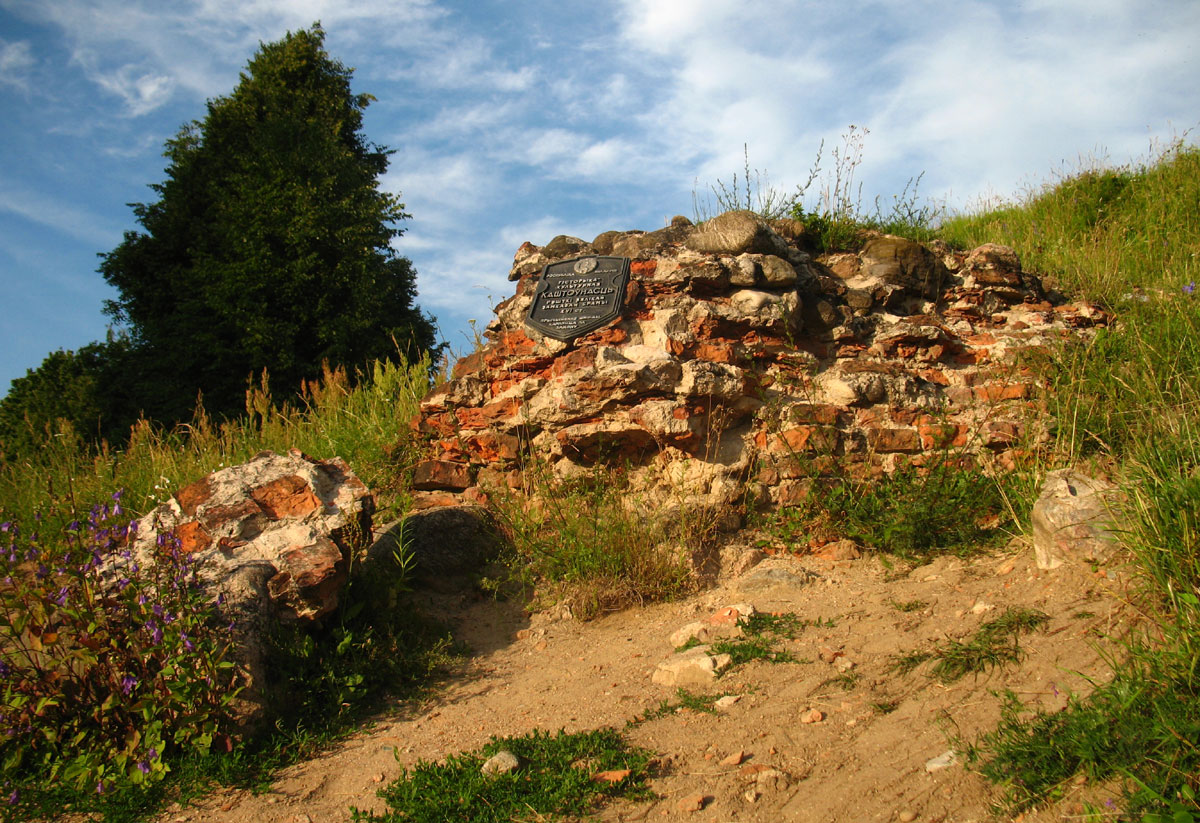
Ruiny bramy wjazdowej
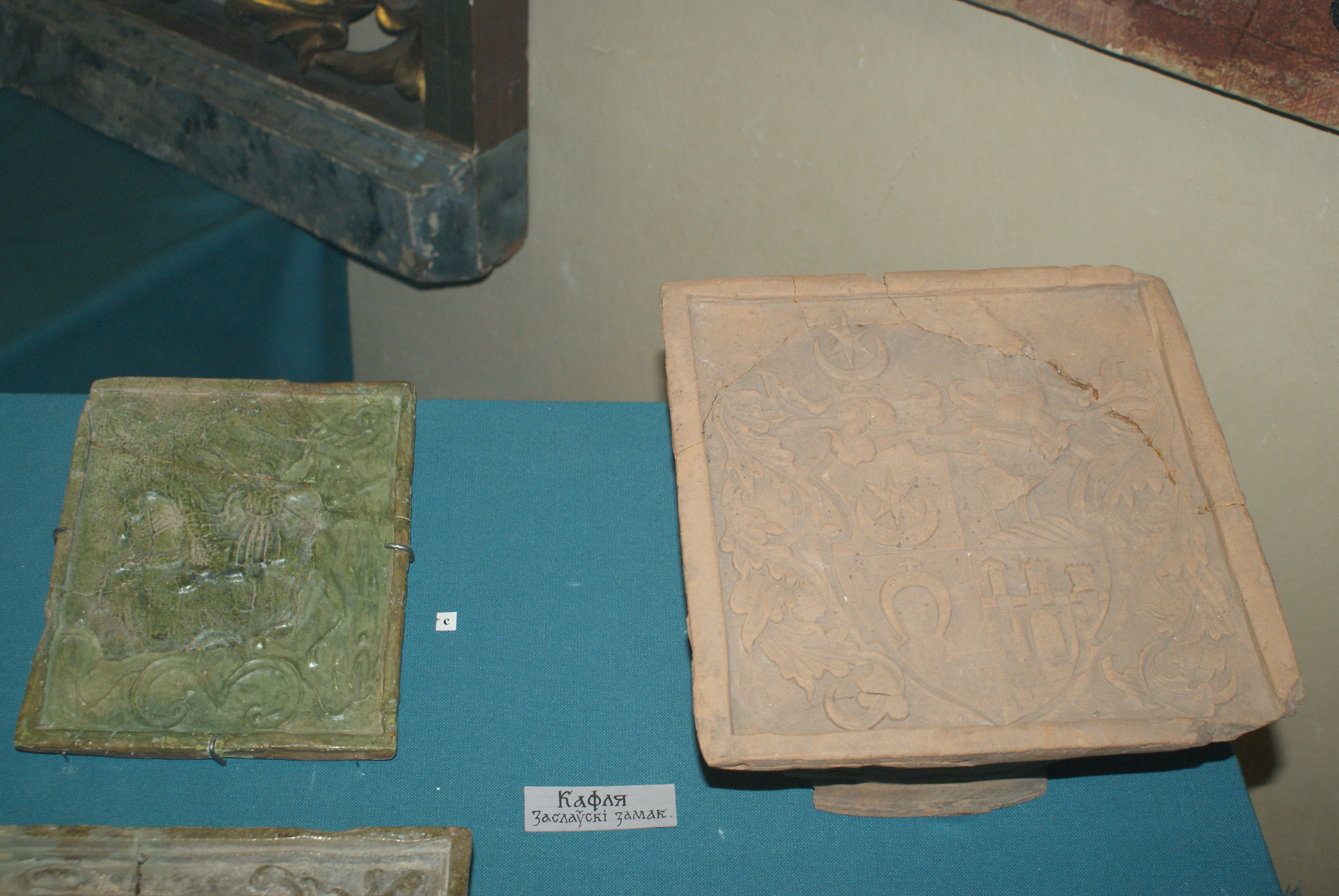
Kafle z zamku na wystawie w Narodowym Muzeum Historycznym Republiki Białorusi
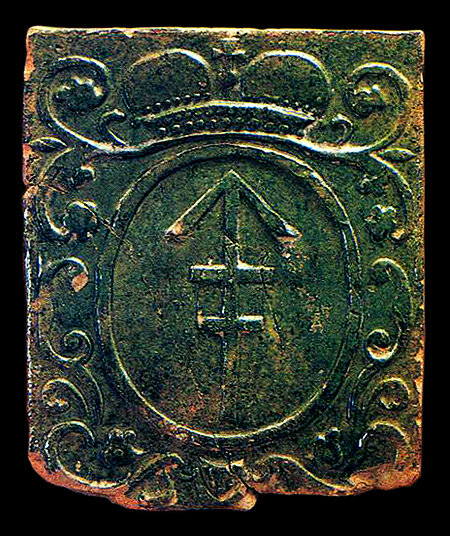
Kafel z zamku z wizerunkiem herbu Sapiehów
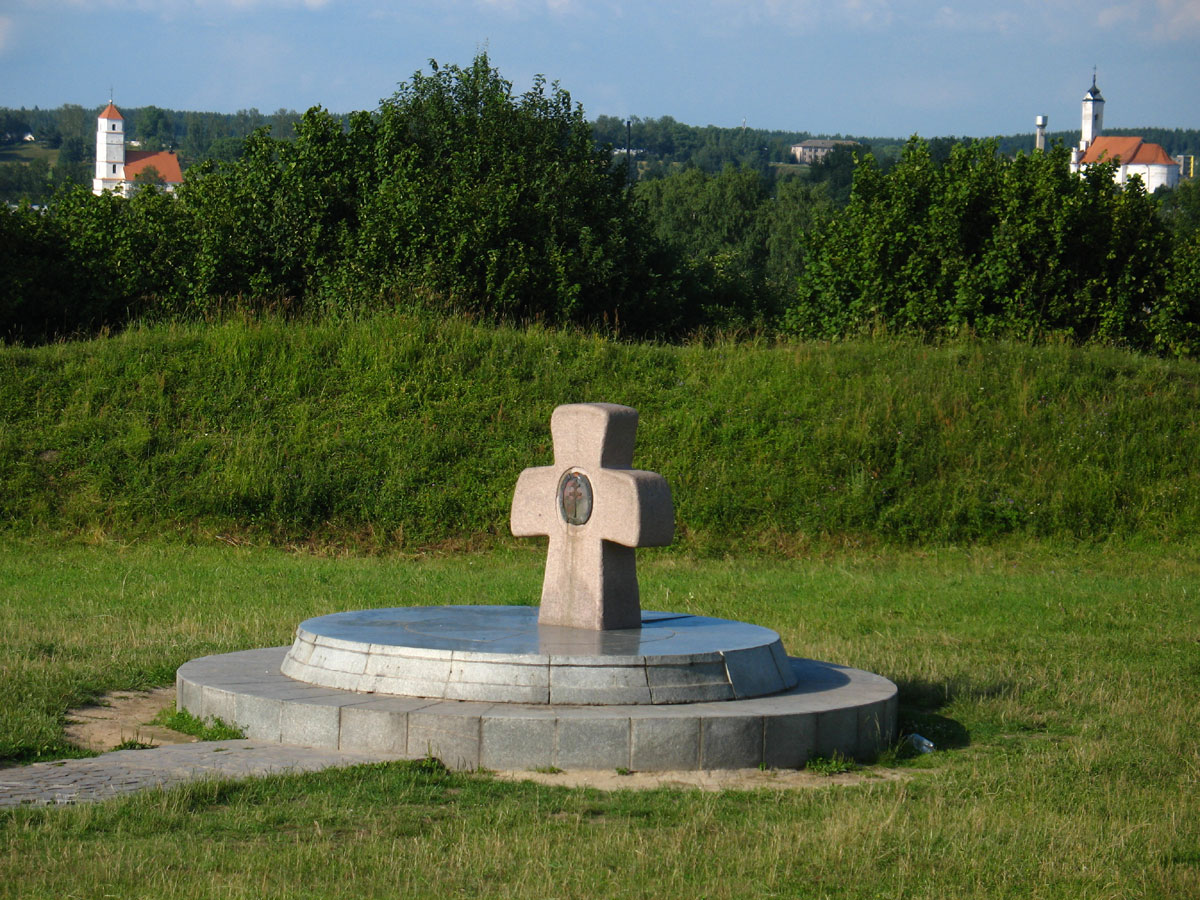
Kamienny krzyż na miejscu dawnego zameczku, gdzie wygnano księżniczkę Rognedę z synem Iziasławem

## Odniesienia w kulturze
- Lalka – powieść Bolesława Prusa[1].